# NGC 2164
NGC 2164 là cụm sao mở 10 độ trong chòm sao Kiếm Ngư. Vật thể thiên thể được phát hiện vào ngày 27 tháng 9 năm 1826 bởi nhà thiên văn học người Scotland James Dunlop. Kích thước rõ ràng của nó là 2,5 arcmin. Nó nằm trong LMC.